# Paris–Tours 1964
Paris–Tours 1964 war die 58. Austragung von Paris–Tours, ein französisches Eintagesrennen im Straßenradsport. Es wurde am 11. Oktober 1964 über eine Distanz von 248 Kilometer von der französischen Hauptstadt Paris nach Tours im Département Indre-et-Loire ausgetragen. Sieger wurde Guido Reybrouck aus Belgien.

## Rennen
115 Radrennfahrer traten zum Rennen auf einem flachen Kurs bei Regen und Hagel an. Das Rennen gehörte zur Rennserie Super Prestige Pernod in jener Saison. 20 Kilometer vor dem Ziel führte eine Gruppe von 22 Fahrern das Rennen an. Zu diesem Zeitpunkt hatte Rik Van Looy einen Defekt. Nur mit hohem Einsatz erreichte er die Spitze wieder und wurde noch Zweiter hinter Guido Reybrouck. 60 Fahrer kamen ins Ziel.

## Ergebnis
| Platz | Fahrer             | Team                        | Zeit            |
| ----- | ------------------ | --------------------------- | --------------- |
| 1.    | Guido Reybrouck    | Flandria–Romeo              | 6:48:03 Stunden |
| 2.    | Rik Van Looy       | Solo–Superia                | gl. Zeit        |
| 3.    | Gustaaf De Smet    | Wiel’s-Groene Leeuw         | gl. Zeit        |
| 4.    | Benoni Beheyt      | Wiel’s-Groene Leeuw         | gl. Zeit        |
| 5.    | Frans Melckenbeeck | Mercier–BP–Hutchinson       | gl. Zeit        |
| 6.    | Jo de Roo          | Saint Raphael–Gitane–Dunlop | gl. Zeit        |
| 7.    | René Van Meenen    | Wiel’s-Groene Leeuw         | gl. Zeit        |
| 8.    | Jan Janssen        | Pelforth–Sauvage–Lejeune    | gl. Zeit        |
| 9.    | Willy Bocklant     | Flandria–Romeo              | gl. Zeit        |
| 10.   | Carmine Preziosi   | Pelforth–Sauvage–Lejeune    | gl. Zeit        |